# Hatshausen
Hatshausen is een dorp in de Landkreis Leer in de Duitse deelstaat Nedersaksen. Het dorp is onderdeel van de gemeente Moormerland. Tot Hatshausen behoort ook het verder westelijk gelegen dorpje Ayenwolde.
Hatshausen wordt voor het eerst genoemd in de 15e eeuw als Harstahusum. Het is ontstaan in de 13e/14e eeuw aan de rand van het veengebied dat de gemeente Moormerland zijn naam geeft. Het dorp heeft een kerk uit 1783 die het deelt met het buurdorp Ayenwolde. Oorspronkelijk hadden beide dorpen een eigen kerk, maar de dorpen waren te klein om twee kerken te kunnen onderhouden. Johannes Fabricius, de ontdekker van de zonnevlekken, bediende de kerk in 1613 als predikant.